# Forma cíclica
A forma cíclica é uma técnica de construção musical, envolvendo as secções múltiplas ou os movimentos, nos quais um tema, melodia ou material temático ocorre em mais de um movimento como forma de unificação. Um tema pode ocorrer por vezes no princípio e no fim (por exemplo, na terceira sinfonia de Brahms); noutras ocasiões pode ocorrer em diferentes partes (como na Sinfonia Fantástica de Berlioz).
Os exemplos encontram-se através da história da música. A missa cíclica do renascimento, que incorpora uma parte geralmente bem conhecida de cantochão em cada uma das suas secções, é um uso deste princípio de unidade numa forma de múltiplas secções. Os exemplos podem encontrar-se na música instrumental do século XVII, por exemplo nas suites de dança de Samuel Scheidt, que usou uma forma em que os baixos se repetem em cada movimento. Quando os movimentos são bastante curtos e começam a ser ouvidos como um só em vez de muitos, os limites começam a estar entre a forma cíclica e a forma de variações.
O término aplica-se habitualmente na música do século XIX para diante, embora casos famosos sejam a sinfonia em ré menor de César Franck, a Sinfonia Fantástica de Hector Berlioz, e vários trabalhos de Franz Liszt. Mais tarde, já no século XX, a forma cíclica converteu-se num principio extremamente comum da construção, provavelmente porque o comprimento e a complexidade do aumento dos trabalhos do múltiplo movimento exigissem uma relação dominante mais fortemente do que o mero método de unificação.
O termo é discutível no caso de a semelhança ser menos clara, particularmente nas obras de Ludwig van Beethoven, que utiliza fragmentos muito básicos. A sua sinfonia n.º 5 exemplifica a forma cíclica na qual um tema se utiliza através da sinfonia, mas com diversa orquestração. Todos os movimentos têm o tema “curto-curto-curto-longo” estruturado.